# Сан Мартинело (Рим)
Сан Мартинело је насеље у Италији у округу Рим, региону Лацио.
Према процени из 2011. у насељу је живело 83 становника. Насеље се налази на надморској висини од 89 м.